# Parafia Matki Bożej Królowej Polski w Andrzejowie
Parafia Matki Bożej Królowej Polski w Andrzejowie – parafia rzymskokatolicka znajdująca się w diecezji sandomierskiej w dekanacie Janów Lubelski. Erygowana 7 stycznia 2002 roku przez biskupa sandomierskiego Wacława Świerzawskiego.
Do parafii należą: Andrzejów.